# Willem van de Velde den äldre

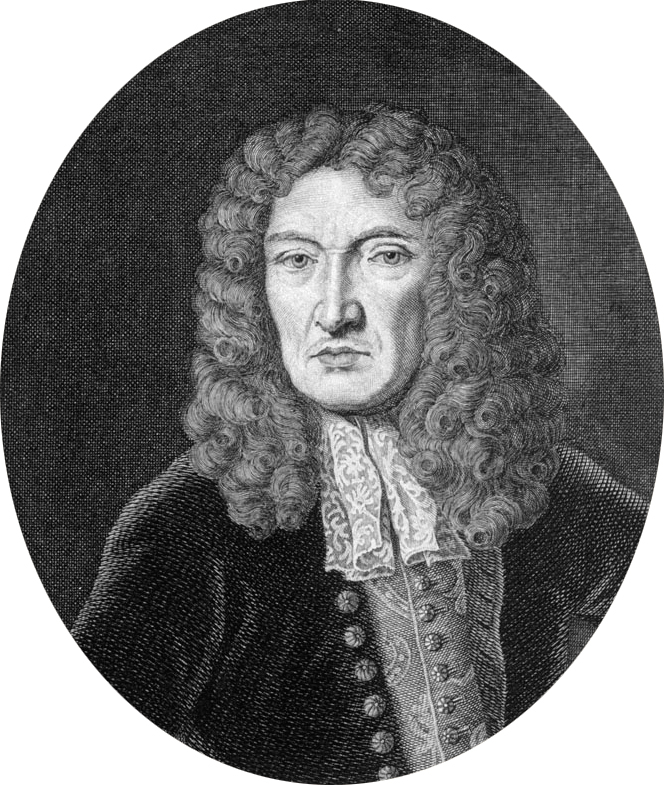
Willem van de Velde den äldre.

Willem van de Velde, född omkring 1611 i Leiden i Nederländerna, död 13 december 1693 i London, var en nederländsk tecknare och målare.

## Biografi
Willem van de Velde var son till skepparen Willem van de Velde och Aeltje Gerrits och gift 1631–1662 med Judith van Leeuwen samt far till Willem och Adriaen van der Velde. Han utbildades först till sjöman av sin far men det är okänt när han övergick till sitt konstnärskap. Har var bosatt i Amsterdam 1636–1672 och fick tillstånd att medfölja den nederländska flottan som officiell historiemålare i sjömilitära företag mot Spanien, England och Sverige. De Velde tecknade huvudsakligen olika sjöstrider och flottparader där han själv varit närvarande. Han vinnlade sig särskilt om att återge avbildningen detaljerat och verklighetstroget. Vid den nederländska flottans undsättning av Köpenhamn 1658 fick han följa med som marintecknare. Väl på plats sjösattes en liten roddbåt där han kunde sitta och avbilda striderna som fördes i Öresund som han senare utarbetade i storformatiga teckningar. Omkring 1672 utnämndes han till engelsk hovmålare. Han var främst verksam som tecknare och de kända målningar som finns är utförda mot slutet av hans liv och då förmodligen under inspiration av och delvis i samarbete med sonen Willem. De Velde är representerad vid bland annat Rijksmuseum i Amsterdam, British Museum i London, Palazzo Pitti i Florens, Frederiksborg i Hillerød samt Sjöhistoriska museet.